# Szencsa tea
A szencsa (煎茶) mindennapi fogyasztásra szánt japán zöld tea, mely jellemzően egész tealevelek forrázásából, vagy párlásából készül. Japánban a legkedveltebb tea, a teatermelés 80%-át ez a teatípus adja. Szüretváltozatai a gjokuro és a bancsa teák. Ezzel ellentétben a matcsa a zöldtea levelek porrá őrlésével készül, gyakorlatilag maga a tealevél válik itallá. A szencsa elkészítése gyakran szertartásos, szakrális jelentőségű is lehet, melyet szencsadónak („a szencsa útja”) neveznek. Az évszázadok alatt kialakult eltérő párlási megoldások miatt más ízvilágú teaitalokat készítenek.
A teaízt nagyban befolyásolja a szüretelési évszak és a környezet, azonban az év első teaszürete során szedett tea neve a sincsa („új tea”), mely a legfinomabb. Japán déli szigetein kezdik meg az első szüreteket, majd fokozatosan a tavasz melegével észak felé tolódva. Mivel a teanövények télen eltárolják a tápanyagokat, ezek a következő évi tavaszi új hajtásokban koncentrálódnak és ízviláguk, értékük ezeknek az új leveleknek a legmagasabb. A sincsa teák ilyen új hajtású levelekből állnak. A sincsa szezon, régiónként eltérően, április elejétől május végéig tart, konkrétan a szecubunt követő 88. napig, mely február 4-e körültől, a japán tavasztól, számítódik. A japán hagyományok szerint az ekkor fogyasztott szencsa egész évben jó egészséget ad fogyasztójának.

## Teatípusok
- Dzsó szencsa: jó minőségű tea.
- Toku dzsó szencsa: kiemelkedő minőségű tea.
- Hacsidzsuhacsija szencsa: a 88. nap után szedett szencsa.
- Kabusze szencsa, vagy Kabuszecsa: pihentető hatású, magas aminosav tartalmú tea, melyet különböző megoldásokkal árnyékolt területeken nevelt növényekről aratnak. Ehhez hasonló a gjokuro, melyet hosszabb ideig, körülbelül 20 napig nevelnek árnyékban.
- Aszamusi: a feldolgozás során rövid ideig gőzölt tealevelek (hagyományos eljárás).
- Csumusi: a feldolgozás során közepes ideig (30–90 másodperc) gőzölt tealevelek.
- Fukamusi, vagy fukamusicsa: a feldolgozás során hosszú ideig (1–2 perc) gőzölt tealevelek (modern tömegtermelés); a vastagabb, durvább, idősebb levelek feldolgozására is alkalmas (az olcsó levelek is eladhatóakká válnak).
- Sincsa, vagy Icsibancsa: az év első szüretekor szedett szencsa tealevelek.

## Fordítás
- Ez a szócikk részben vagy egészben  a   Sencha című angol Wikipédia-szócikk ezen változatának fordításán alapul.  Az eredeti cikk szerkesztőit annak laptörténete sorolja fel. Ez a jelzés csupán a megfogalmazás eredetét és a szerzői jogokat jelzi, nem szolgál a cikkben szereplő információk forrásmegjelöléseként.